# Joscelin III di Edessa
Joscelin III di Edessa (1135 circa – 1190 circa) è stato un cavaliere medievale francese, Conte di Edessa dal 1159 al 1190.
Figlio di Joscelin II di Edessa e di sua moglie Beatrice, ereditò il titolo di Conte di Edessa da suo padre, nonostante Edessa fosse stata conquistata nel 1144 e ciò che ne rimaneva (Signoria di Turbessel) fosse stato venduto anni prima di ereditarne il titolo.
Joscelin visse a corte del Regno di Gerusalemme e si adoperò per ottenere una vasta estensione di territorio intorno ad Acri al fine di ripristinare un suo feudo, soprannominato Seigneurie di Joscelin. Sua sorella Agnese di Courtenay era stata consorte del sovrano di Gerusalemme Amalrico I, prima di ereditare il trono di Gerusalemme, e madre di Baldovino IV e di Sibilla.
Nel 1164 Joscelin venne fatto prigioniero da Nur ad-Din a seguito della sconfitta subita alla battaglia di Harim.
Venne liberato nel 1176 grazie al riscatto pagato da sua sorella Sibilla per l'ammontare di 50.000 dinari, in parte presi dal tesoro reale.
Suo nipote Baldovino IV lo nominò siniscalco di Gerusalemme e dovette affrontare l'ostilità dei parenti da parte di padre di Baldovino, capeggiati da Raimondo III di Tripoli.
Nel 1180 venne inviato in qualità di ambasciatore presso l'Impero Bizantino, a seguito della promessa di matrimonio di Isabella di Gerusalemme (sorellastra di Baldovino) a Humphrey IV di Toron quello stesso anno, i possedimenti dei Toron passarono alla corona di Gerusalemme, in cambio di una forte di denaro. Parte di questi possedimenti, in particolare Castel Neuf, vennero assegnati da Baldovino a Joscelin.
Nel 1185 Joscelin divenne tutore del suo giovane nipote Baldovino V sotto la reggenza di Raimondo III di Tripoli. L'assegnazione di Joscelin come garante di Baldovino V da parte di Raimondo III era motivata dal fatto che quest'ultimo voleva evitare ogni possibile sospetto su di lui nel caso della possibile morte del fanciullo, cagionevole di salute.
Al contrario Joscelin, in quanto parente da parte di madre del fanciullo, non avrebbe avuto alcun interesse alla morte del ragazzo, al contrario aveva interesse alla sua buona salute.
A dare manforte a Joscelin nel suo compito giunse dall'Europa il nonno paterno del fanciullo, Guglielmo V del Monferrato; tuttavia, nonostante le loro cure, Baldovino morì ad Acri nel 1186 ed ai due tutori non restò che scortarne la bara fino a Gerusalemme.
Nel frattempo Raimondo si era recato a Nablus per organizzare un colpo di mano con l'aiuto di Baliano di Ibelin con lo scopo di insediare Isabella di Gerusalemme come legittima erede al trono.
Tuttavia il suo tentativo fallì e Sibilla venne incoronata regina di Gerusalemme insieme al suo consorte Guido di Lusignano, segnando con la loro catastrofica reggenza la fine del regno cristiano di Gerusalemme.
Durante la battaglia di Hattin Joscelin guidò la retroguardia dello schieramento cristiano insieme a Baliano di Ibelin ed entrambi riuscirono a scampare al massacro rifugiandosi a Tiro, mentre tutti i suoi possedimenti venivano requisiti da Saladino.
In seguito Joscelin si unì all'assedio di San Giovanni d'Acri durante la Terza crociata, l'ultima testimonianza della sua presenza risale ad una carica da lui capitanata il 25 ottobre 1190 dopo la morte di Sibilla di Gerusalemme. Esistono grosse probabilità che egli sia caduto durante l'assedio.
Le terre che possedeva in Gerusalemme, la cosiddetta Seigneurie di Joscelin, furono vendute dalle sue figlie, nel 1220, al quarto Gran Maestro dei Cavalieri Teutonici, Ermanno di Salza.

## Ascendenza
|                        |   |                        | Genitori             |  |  | Nonni |  |  | Bisnonni              |  |  | Trisnonni |  |
|                        |   |                        |                      |  |  |       |  |  | Joscelin di Courtenay |  |  | …         |  |
|                        |   |                        |                      |  |  |       |  |  | Joscelin di Courtenay |  |  | …         |  |
|                        |   | …                      |                      |  |  |       |  |  | Joscelin di Courtenay |  |  |           |  |
| Joscelin I di Edessa   |   |                        |                      |  |  |       |  |  | Joscelin di Courtenay |  |  |           |  |
|                        |   | Isabella di Montlhery  | Guido I di Montlhery |  |  |       |  |  |                       |  |  |           |  |
|                        |   | Isabella di Montlhery  | Guido I di Montlhery |  |  |       |  |  |                       |  |  |           |  |
|                        |   | Isabella di Montlhery  | …                    |  |  |       |  |  |                       |  |  |           |  |
| Joscelin II di Edessa  |   | Isabella di Montlhery  |                      |  |  |       |  |  |                       |  |  |           |  |
|                        |   | Costantino I d'Armenia | Ruben I d'Armenia    |  |  |       |  |  |                       |  |  |           |  |
|                        |   | Costantino I d'Armenia | Ruben I d'Armenia    |  |  |       |  |  |                       |  |  |           |  |
|                        |   | Costantino I d'Armenia | …                    |  |  |       |  |  |                       |  |  |           |  |
| Beatrice d'Armenia     |   | Costantino I d'Armenia |                      |  |  |       |  |  |                       |  |  |           |  |
|                        |   | …                      | …                    |  |  |       |  |  |                       |  |  |           |  |
|                        |   | …                      | …                    |  |  |       |  |  |                       |  |  |           |  |
|                        |   | …                      | …                    |  |  |       |  |  |                       |  |  |           |  |
| Joscelin III di Edessa |   | …                      |                      |  |  |       |  |  |                       |  |  |           |  |
|                        | … | …                      |                      |  |  |       |  |  |                       |  |  |           |  |
|                        | … | …                      |                      |  |  |       |  |  |                       |  |  |           |  |
|                        | … | …                      |                      |  |  |       |  |  |                       |  |  |           |  |
| …                      | … |                        |                      |  |  |       |  |  |                       |  |  |           |  |
|                        |   | …                      | …                    |  |  |       |  |  |                       |  |  |           |  |
|                        |   | …                      | …                    |  |  |       |  |  |                       |  |  |           |  |
|                        |   | …                      | …                    |  |  |       |  |  |                       |  |  |           |  |
| Beatrice di Saona      |   | …                      |                      |  |  |       |  |  |                       |  |  |           |  |
|                        |   | …                      | …                    |  |  |       |  |  |                       |  |  |           |  |
|                        |   | …                      | …                    |  |  |       |  |  |                       |  |  |           |  |
|                        |   | …                      | …                    |  |  |       |  |  |                       |  |  |           |  |
| …                      |   | …                      |                      |  |  |       |  |  |                       |  |  |           |  |
|                        |   | …                      | …                    |  |  |       |  |  |                       |  |  |           |  |
|                        |   | …                      | …                    |  |  |       |  |  |                       |  |  |           |  |
|                        |   | …                      | …                    |  |  |       |  |  |                       |  |  |           |  |
|                        |   | …                      |                      |  |  |       |  |  |                       |  |  |           |  |